# Lista de espécies Geocoris
Esta é uma lista das cerca de 150 espécies do género Geocoris, insetos de olhos grandes.

## Espécies deGeocoris

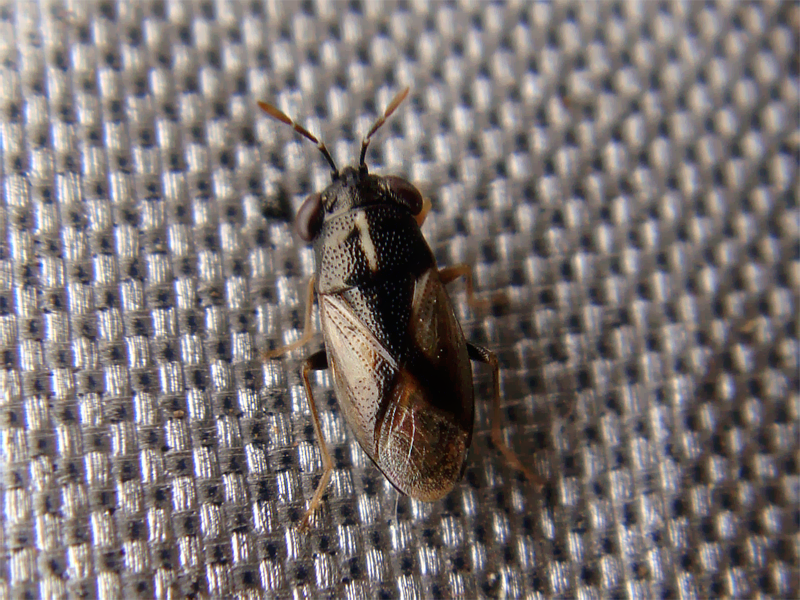
Geocoris albipennis em Pedrógão Grande (Portugal)

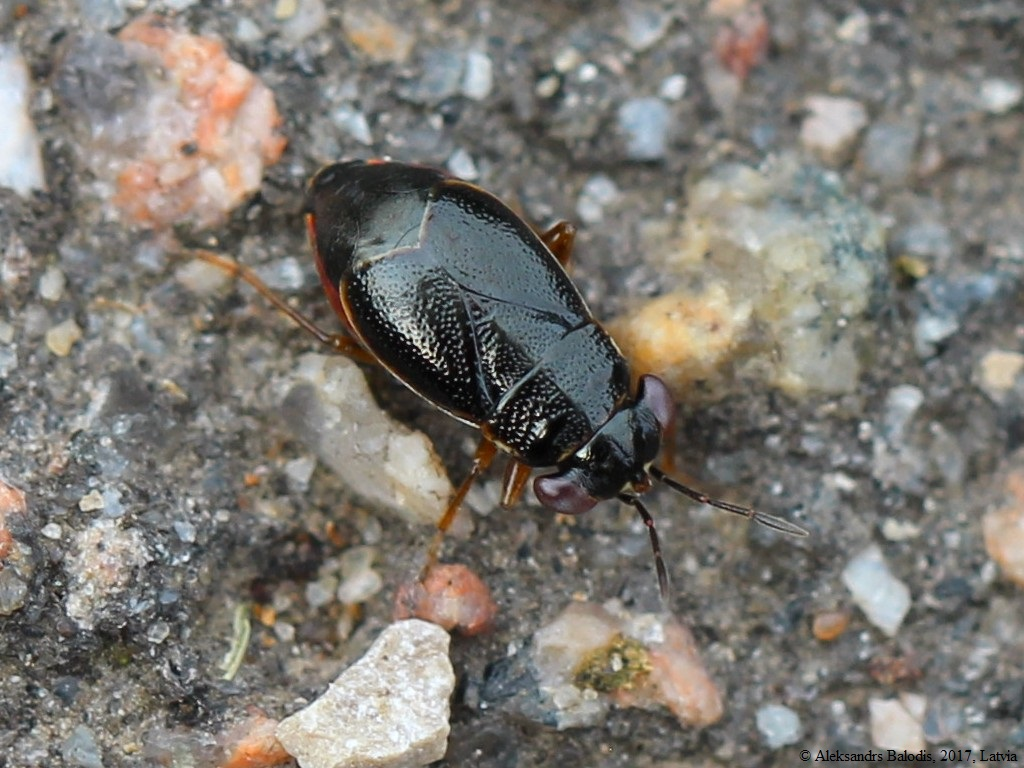
Geocoris dispar na Letónia

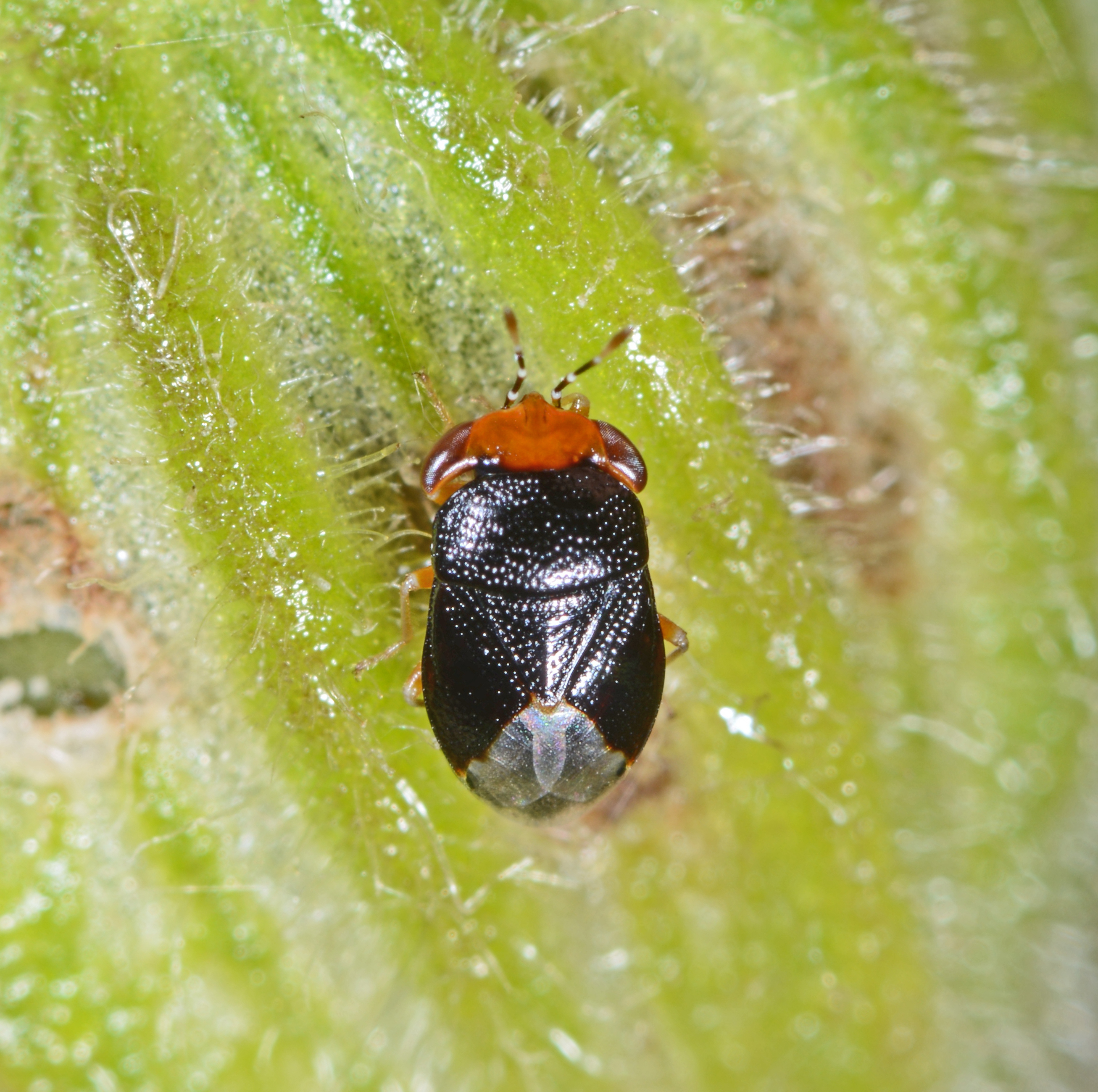
Geocoris erythrocephalus em Fronton (França)

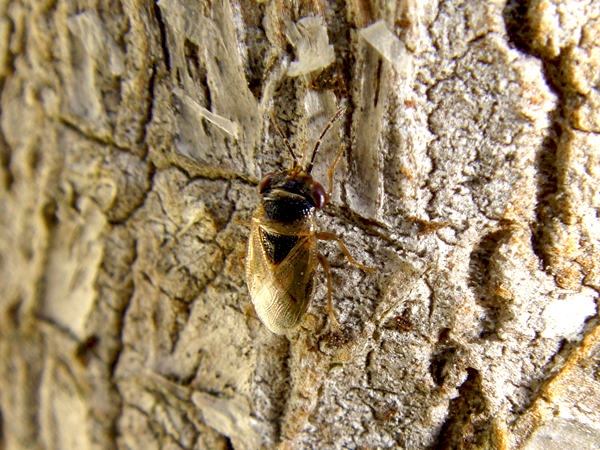
Geocoris megacephalus em Ansião (Portugal)

- Geocoris acuticeps Signoret, 1881 g
- Geocoris aethiopicus Montandon, 1913 g
- Geocoris aethiops Distant, 1901 g
- Geocoris alboclavus Barber, 1949 i g
- Geocoris amabilis Stal, 1855 g
- Geocoris anticus Pericart, 1994 g
- Geocoris apertus Kerzhner, 1979 g
- Geocoris arenarius (Jakovlev, 1867) g
- Geocoris asetosus Malipatil, 1994 g
- Geocoris aspasia Linnavuori, 1972 g
- Geocoris ater (Fabricius, 1787) g
- Geocoris atricolor Montandon, 1908 i g b
- Geocoris barberi Readio and Sweet, 1982 i g
- Geocoris barrosi Porter, 1917 g
- Geocoris beameri Barber, 1935 i g
- Geocoris bengalensis Mukhopadhyay & Ghosh, 1982 g
- Geocoris borealis Malipatil, 1994 g
- Geocoris bullatus (Say, 1832) i g b  (large big-eyed bug)
- Geocoris callosulus Berg, 1879 g
- Geocoris cardinalis Puton, 1874 g
- Geocoris carinatus McAtee, 1914 i g
- Geocoris caspiriensis Montandon, 1913 g
- Geocoris chinai Kiritshenko, 1931 g
- Geocoris chinensis Jakovlev, 1904 g
- Geocoris chloroticus Puton, 1888 g
- Geocoris collaris Puton, 1878 g
- Geocoris confalonierii (de Bergevin, 1932) g
- Geocoris danalicus Linnavuori, 1978 g
- Geocoris davisi Barber, 1935 i g
- Geocoris decoratus Uhler, 1877 i g
- Geocoris deficiens Lethierry, 1881 g
- Geocoris desertorum (Jakovlev, 1871) g
- Geocoris discopterus Stal, 1874 i g b
- Geocoris dispar (Waga, 1839) g
- Geocoris disparatus Johnson & Fox, 1892 g
- Geocoris dubreuili Montandon, 1909 g
- Geocoris duzeei Montandon, 1908 i g
- Geocoris elegantulus Distant, 1904 g
- Geocoris erebus Distant, 1918 g
- Geocoris ernstheissi Carapezza, 2006 g
- Geocoris erythrocephalus (Lepelitier & Serville, 1825) g
- Geocoris erythrops (Dufour, 1857) g
- Geocoris fedtschenkoi Reuter, 1885 g
- Geocoris figuratus (Amyot & Serville, 1843) g
- Geocoris flaviceps (Burmeister, 1834) g
- Geocoris flavilineus Stål, 1874 i g
- Geocoris flavipes Stal, 1854 g
- Geocoris floridanus Blatchley, 1926 i g b  (Florida big-eyed bug)
- Geocoris frisoni Barber, 1926 i g b
- Geocoris grylloides (Linnaeus, 1761) i g
- Geocoris hirsutus Montandon, 1907 g
- Geocoris hirticornis (Jakovlev, 1881) g
- Geocoris hispidulus Puton, 1874 g
- Geocoris howardi Montandon, 1908 i g b
- Geocoris hui Zheng & Zou, 1987 g
- Geocoris hyalinus (Fieber, 1861) g
- Geocoris infernorum Scudder, 1890 g
- Geocoris insularis China, 1955 g
- Geocoris jucundus (Fieber, 1861) g
- Geocoris junodi Montandon, 1907 g
- Geocoris kalighatus Distant, 1910 g
- Geocoris lapponicus Zetterstedt, 1838 g
- Geocoris leopoldi Schouteden, 1933 g
- Geocoris limbatellus Horvath, 1895 g
- Geocoris limbatus Stal, 1874 i g b
- Geocoris lineola (Rambur, 1839) g
- Geocoris linnavuorii Pericart, 1994 g
- Geocoris liolestes Hesse, 1947 g
- Geocoris lituratus (Fieber, 1844) g
- Geocoris lividipennis Stål, 1862 i g
- Geocoris lubrus Kirkaldy, 1907 g
- Geocoris luridus (Fieber, 1844) g
- Geocoris lutulentus Distant, 1918 g
- Geocoris lynceus Lindberg, 1924 g
- Geocoris maindroni Montandon, 1907 g
- Geocoris marduk Linnavuori, 1984 g
- Geocoris megacephalus (Rossi, 1790) g
- Geocoris membranaeus (Montrouzier, 1861) g
- Geocoris minusculus Kerzhner & Josifov, 1966 g
- Geocoris moderatus Montandon, 1907 g
- Geocoris modestus (Fieber, 1861) g
- Geocoris mongolicus Horvath, 1901 g
- Geocoris montandoniellus Kiritshenko, 1916 g
- Geocoris montanus Zheng & Zou, 1981 g
- Geocoris nanus Barber, 1835 i g
- Geocoris nebulosus (Montandon, 1907) g
- Geocoris ningal Linnavuori, 1984 g
- Geocoris nocturnus Linnavuori, 1978 g
- Geocoris ochraceus (Fieber, 1861) g
- Geocoris ochropterus (Fieber, 1844) g
- Geocoris omani Barber, 1935 i g
- Geocoris ornatus (Fieber, 1861) g
- Geocoris oschanini (Jakovlev, 1871) g
- Geocoris pallens Stal, 1854 i b  (western big-eyed bug)
- Geocoris pallidiceps Stal, 1858 g
- Geocoris pallidicornis Kerzhner, 1979 g
- Geocoris pallidipennis (A. Costa, 1843) g
- Geocoris pallipes Stal, 1859 g
- Geocoris pattakumensis Kiritshenko, 1914 g
- Geocoris paulus McAtee, 1914 i g
- Geocoris pedunculatus (Harris, 1835) g
- Geocoris phaeopterus (Germar, 1838)
- Geocoris piligerus Linnavuori, 1978 g
- Geocoris plagiatus (Fieber, 1844) g
- Geocoris proteus Distant, 1883 g
- Geocoris provisus Bergroth, 1895 g
- Geocoris pseudolineolus Linnavuori, 1978 g
- Geocoris pseudolituratus Mukhopadhyay & Ghosh, 1982 g
- Geocoris pubescens (Jakovlev, 1871) g
- Geocoris pulchricornis Linnavuori, 1960 g
- Geocoris pulvisculatus Distant, 1904 g
- Geocoris punctipes (Say, 1832) i g b  (big-eye bug)
- Geocoris puri Distant, 1910 g
- Geocoris putonianus (Bergroth, 1892) g
- Geocoris quercicola Linnavuori, 1962 g
- Geocoris ruficeps (Germar, 1837) g
- Geocoris rufipennis Distant, 1918 g
- Geocoris rutiloides Distant, 1918 g
- Geocoris rutilus Distant, 1904 g
- Geocoris scitus (Fieber, 1861) g
- Geocoris scudderi Stål, 1874 i g
- Geocoris sjostedti Montandon, 1908 g
- Geocoris sobrinus (Blanchard, 1852) g
- Geocoris sokotranus Kirkaldy, 1899 g
- Geocoris spinolae (Montrouzier, 1865) g
- Geocoris stellatus (Montandon, 1907) g
- Geocoris striolus (Fieber, 1861) g
- Geocoris succineus Royer, 1923 g
- Geocoris superbus (Montandon, 1907) g
- Geocoris tenuatus Hesse, 1925 g
- Geocoris thoracicus (Fieber, 1861) i g
- Geocoris titan Linnavouri, 1986 g
- Geocoris toposa Linnavuori, 1978 g
- Geocoris uliginosus (Say, 1832) i g b
- Geocoris unicolor (Eckerlein & Wagner, 1965) g
- Geocoris variabilis Jakovlev, 1890 g
- Geocoris varipes Distant, 1918 g
- Geocoris varius (Uhler, 1860) g
- Geocoris ventralis (Fieber, 1861) g
- Geocoris vestitulus Schouteden, 1957 g
- Geocoris vestitus Distant, 1901 g
- Geocoris victoriensis Malipatil, 1994 g
- Geocoris walkeri Lethierry & Severin, 1894 g
- Geocoris willeyi Kirkaldy, 1905 g
- Geocoris woodwardi Malipatil, 1994 g

Fontes dados: i = ITIS, c = Catalogue of Life, g = GBIF, b = Bugguide.net